# Karangpoh (Gresik)
Karangpoh is een bestuurslaag in het regentschap Gresik van de provincie Oost-Java, Indonesië. Karangpoh telt 2828 inwoners (volkstelling 2010).